# Bo Kalling
Bo Michael Sture Kalling, né le 4 août 1892 dans la paroisse Hedvig Eleonora (sv) de Stockholm, et mort le 17 février 1975 dans la paroisse de Danderyd à Stockholm, est un professeur et ingénieur suédois, connu pour ses recherches et ses inventions en métallurgie, notamment le convertisseur Kaldo. 

## Biographie
Bo Kalling est le troisième fils du comte Carl Oscar Kalling, juriste en cours d'appel, et d'Anna von Knorring.
En 1914, il est diplômé ingénieur des mines de l'Institut royal de technologie de Stockholm et travaille de 1915 à 1916 sur les essais mécaniques de caractérisation d'un matériau. En 1916-1918, il est ingénieur des opérations à la Domnarvets Jernverk. De 1918 à 1924, il est employé à AB Ferrolegeringar (sv), à Trollhättan. De 1924 à 1931, il travaille à Avesta Jernverks AB (sv), où il développe des procédés de fabrication d'aciers inoxydables résistants aux acides, ainsi qu'un procédé de réduction directe.
En 1931, il devient titulaire de la chaire de métallurgie du fer à l'Institut royal de technologie, où il remodèle l'enseignement de la métallurgie en y introduisant les méthodes d'investigation fondées sur la thermodynamique. Il y mène aussi un certain nombre de travaux de recherche relatifs à divers procédés sidérurgiques, aux gaz, aux aciers, etc. Par ailleurs, en collaboration avec l'ingénieur Ivar Rennerfelt (sv), il développe un procédé d'affinage à l'état solide de la fonte granulée, le procédé RK. En 1940, il quitte l'enseignement pour devenir directeur technique chez Boliden AB, où il dirige la mise au point de nouveaux procédés de production de nickel, de plomb et d'autres métaux.
En 1945, Bo Kalling passe directeur scientifique et technique de la Stora Kopparberg Bergslags AB, une position qu'il occupera jusqu'en 1959. Il dirige alors le centre de recherche nouvellement créé à Domnarvet. À la fin des années 1940, il développe le procédé Kaldo, qui associe son nom à l'usine Domnarvets Jernverk (« Kaldo » étant un mot-valise, combinant le nom de son inventeur avec celui de l'usine qui a développé et industrialisé le procédé).

## Distinctions et implications dans les sociétés savantes
Bo Kalling reçoit en 1936 le Prix Arnberg (sv) de l'Académie royale des sciences de Suède. En 1938, il est distingué par la Médaille de Rinman du Jernkontoret (de) et en 1959, le Grand prix (sv) de l'Institut royal de technologie.
En 1934, il devient membre de l'Académie royale des sciences de l'ingénieur de Suède, et en 1944 de l'Académie royale des sciences de Suède. Il siège ensuite à la Commission du Conseil de recherche en sciences (sv) et au Comité de l'atome (sv).